# Celestino Ocampo Gaona
Celestino Ocampo Gaona (ur. 19 maja 1961 w Curuzú Cuatiá) – paragwajski duchowny katolicki, biskup Carapeguá od 2018.

## Życiorys
Święcenia kapłańskie otrzymał 24 kwietnia 1993 i został inkardynowany do diecezji San Juan Bautista de las Misiones. Pracował głównie jako duszpasterz parafialny, był też rektorem seminariów duchownych oraz wikariuszem biskupim ds. ekonomicznych.
16 czerwca 2018 papież Franciszek mianował go biskupem ordynariuszem diecezji Carapeguá. Sakry udzielił mu 5 sierpnia 2018 arcybiskup Edmundo Valenzuela.